# 346 (numero)
Trecentoquarantasei (346) è il numero naturale dopo il 345 e prima del 347.

## Proprietà matematiche
- È un numero pari.
- È un numero composto con i seguenti divisori: 1, 2, 173. Poiché la somma dei suoi divisori è 176 < 346, è un numero difettivo.
- È un numero semiprimo.
- È un numero noncototiente.
- È un numero palindromo nel sistema di numerazione posizionale a base 9 (424).
- È parte delle terne pitagoriche (104, 330, 346), (346, 29928, 29930).
- È un numero di Smith nel sistema numerico decimale.

## Astronomia
- 346 Hermentaria è un asteroide della fascia principale del sistema solare.

## Astronautica
- Cosmos 346 è un satellite artificiale russo.